# Constantin al IX-lea Monomahul
Constantin al IX-lea Monomahul (c.1000 - 1055) a fost împărat al Imperiului Roman de Răsărit în perioada 11 iunie 1042 – 11 ianuarie 1055.
După îndepărtarea lui Mihail al V-lea Călăfătuitorul, bătrâna împărăteasă Zoe a început să-și caute soț. Ea s-a gândit mai întâi la Constantin Dalassen, pe care Constantin al VIII-lea voise odinioară să i-l dea de bărbat. Dar acest mare senior, ambițios și care fusese de mai multe ori bănuit că pregătește o lovitură de stat, nu arătă deloc supunerea și respectul care conveneau situației unui prinț consort. El vorbea deschis, punea condiții, anunța mari proiecte de reforme, hotărâri energice și bărbătești. Palatul n-avea nevoie de un astfel de împărat: acest om supărător a fost trimis în provincia lui. Zoe s-a gândit atunci la unul din vechii săi favoriți, marele pitar Constantin, pe care gelozia lui Mihail al IV-lea îl îndepărtase din Constantinopol. Prin caracterul lui, acesta ar fi fost bun; din nenorocire, ca odinioară Romanos al III-lea Arghir, el era însurat și soția lui era mai puțin îngăduitoare decât aceea a lui Romanos: decât să cedeze alteia soțul, preferă să-l otrăvească.
În sfârșit, după mai multe încercări zadarnice, basilissa își aduse aminte de unul din prietenii ei de altă dată, Constantin Monomahul. Rudă prin alianță cu Romanos al III-lea, cu 12 sau 13 ani mai înainte el ocupase un important loc la curte și prin frumusețea, eleganța, vorba frumoasă, arta de a distra pe suverană, el i-a plăcut atât de mult Zoei, încât se vorbise mult despre ei. Prima grijă a lui Mihail al IV-lea, îndată ce se urcă pe tron, fusese de a expedia în exil pe acest prieten compromițător. Dar Zoe nu uitase de loc: ea profitase de revoluția din 1042, pentru a-l rechema și a-l numi în postul de guvernator al Greciei; plănuia acum să-l ridice și mai sus; și cum alegerea sa a plăcut foarte mult anturajului - toată curtea se pasiona într-adevăr pentru această chestiune a căsătoriei - ea s-a hotărât pentru el.
Unul din ofițerii Augustei a fost însărcinat să aducă noului favorit însemnele imperiale, simbolul și garanția înaltului său noroc și să-l aducă, fără întărziere, la Constantinopol. La 11 iunie 1042 el și-a făcut intrarea solemnă, în mijlocul aclamațiilor poporului entuziasmat; apoi, cu mare pompă, căsătoria a fost celebrată în palat.
1. ↑  Kōnstantínos IX o Monomáchos, AlKindi